# Роса Плавева
Роса Плавева (на македонска литературна норма: Роса Плавева) е югославска социалистка.

## Биография
Родена е през 1878 година в град Велес като Роса Варналиева. Учи в родния си град, а след това и в София. Там за първи път се сблъсква със социалистическото движение. През 1900 година става член на първата социалистическа организация в Македония, създадена от Васил Главинов през 1894 г. Взема участие в Илинденско-Преображенското въстание. По време на Младотурската революция заедно с Накие Байрам организира турските жени да захвърлят фереджето. През 1908 година организира митинги в Скопие за равноправие на жените, а от следващата година заедно със съпруга си Илия Плавев работи за създаването на социалдемократическа организация в Скопие, която е създадена на 1 май 1909 година.
През 1917 година събира 100 подписа за освобождаване на Роза Люксембург и Карл Либкнехт. През 1919 година става една от основателките на ЮКП, а на 29 февруари 1920 година създава „Организацията на жените социалистки“ в Скопие. През 1920 година отваря безплатна аптека, където работниците два пъти седмично да получават безплатен преглед.. Умира през 1970 г. в Белград